# Salomé Dewaels
Salomé Dewaels est une actrice belge de cinéma et de télévision connue principalement pour ses rôles dans le film Illusions perdues de Xavier Giannoli et dans la mini-série télévisée L'Absente.

## Biographie

### Carrière
C'est en voyant ses sœurs faire du théâtre au Centre Culturel de Jette que Salomé Dewaels commence à s'intéresser au jeu d'acteur. Elle fait du théâtre de ses 8 ans à ses 14 ans, avant de découvrir le cinéma grâce à un casting pour un film étudiant auquel l'avait envoyée sa belle-mère.
À partir de 2012, Salomé Dewaels apparaît au cinéma, d'abord dans des courts métrages, puis dans des films long métrage comme Une mère de Christine Carrière en 2015 (avec Mathilde Seigner), Les Premiers, les Derniers de Bouli Lanners en 2016, Rattrapages de Tristan Séguéla en 2017, Pour vivre heureux de Dimitri Linder et Salima Sarah Glamine en 2018, Filles de joie de Frédéric Fonteyne et Anne Paulicevich en 2020 et Illusions perdues de Xavier Giannoli, présenté en compétition à la Mostra de Venise 2021 (avec Cécile de France et Xavier Dolan),,,,,,,.
En télévision, elle fait ses débuts en 2017 en incarnant la jeune Mélodie dans la web-série et série télévisée belge Lucas etc,, avant de confirmer avec la mini-série Souviens-toi de Pierre Aknine et Anne Badel,,.
En 2021, elle interprète, dans la mini-série télévisée L'Absente, la réapparition d'une mystérieuse jeune femme ressemblant trait pour trait à la petite Marina disparue depuis 9 ans, un rôle inspiré « par l'histoire de Natacha Kampusch, cette petite fille autrichienne de 10 ans enlevée sur le chemin de l'école à Vienne en mars 1998. Elle était réapparue huit ans plus tard, à quelques rues de chez ses parents, ayant réussi à échapper à la surveillance de son ravisseur, un détraqué du nom de Wolfgang Priklopil, qui l'avait détenue dans une cave pendant toutes ces années »,. Considérée comme « bouleversante », elle y « interprète Marina à 20 ans avec une maîtrise à couper le souffle ».
Le 6 septembre 2021, la jeune actrice fait parler d'elle en portant à la Mostra de Venise 2021 une robe transparente signée Dior : « Dior m'a proposé deux robes. La première me grattait terriblement. Et la seconde, celle que j'ai portée, je la trouvais tout simplement magnifique. Bien sûr, je ne suis pas dupe, et mon entourage m'a également alertée sur le qu'en-dira-t-on, après avoir revêtu ce type de tenue… J'ai donc agi en connaissance de cause, sans me soucier de ce que pourraient en dire les réseaux sociaux »,.
Le 12 janvier 2022, Salomé Dewaels est nommée pour le Magritte du cinéma dans la catégorie « Meilleur espoir féminin » pour le film Illusions perdues,, et, le 26 janvier, elle est nommée dans la même catégorie pour le même film pour la cérémonie 2022 des César du cinéma.

### Vie privée
En janvier 2022, Salomé Dewaels déclare à la RTBF être terriblement attachée à sa ville (Bruxelles), où réside son amoureux, et explique qu'elle ne compte pas pour l'instant s'installer à Paris, « qui n'est qu'à une heure et quart en Thalys » de Bruxelles.

## Filmographie

### Cinéma

#### Longs métrages
- 2015 : Une mère de Christine Carrière : Suzanne
- 2016 : Les Premiers, les Derniers de Bouli Lanners : Camille[10],[11]
- 2017 : Rattrapage de Tristan Séguéla : la fille dans la cour d'école[23],[24]
- 2018 : Pour vivre heureux de Dimitri Linder et Salima Sarah Glamine : Chloé
- 2020 : Filles de joie de Frédéric Fonteyne et Anne Paulicevich : Zoé[10],[11]
- 2021 : Illusions perdues de Xavier Giannoli : Coralie
- 2024 : Sous le vent des Marquises de Pierre Godeau : Lou

#### Courts métrages
- 2012 : Après 3 minutes de Dimitri Linder : Lisa[8]
- 2013 : Vertiges d'Arnaud Dufeys : Zoé[8]
- 2019 : Plaqué or de Chloé Léonil[25],[8]

### Télévision
- 2017 : Lucas etc (9 épisodes, 2017) : Mélodie[12]
- 2018 : Souviens-toi : Carla Soulier[13]
- 2021 : L'Absente : Marina Masson / Alex[10]
- 2023 : Irrésistible d'Antony Cordier et Laure de Butler : Joséphine
- 2024  : Ça, c'est Paris ! de Marc Fitoussi : Coralie[11]

## Distinctions

### Nominations
- Magritte 2022 : Meilleur espoir féminin pour Illusions perdues[19],[20],[11]
- César 2022 : César du meilleur espoir féminin pour Illusions perdues[22],[11]